# J.K.Wang
J.K.Wang（J.K.ワン、1990年4月24日 - ）は、映像作家、フォトグラファー。株式会社guilloche（）代表。
立命館大学文学部を卒業後、フォトグラファー・映像作家としてのキャリアをスタート。現在は主にCMやPV等の映像作家として活動している。

## 来歴
2017年、同世代のディレクターとCal.（）4164Film&Creativeを立ち上げる。
2019年に株式会社guillocheを設立。

## 作品
写真展
- Photo Exhibition 「ある視界」2017年4月1日 - 3日、代官山
- 「私が撮りたかった女優展」2019年6月1日 - 3日、代官山

ミュージックビデオ
- 西村ユウキ「秋桜」　撮影
- わたしのすきなもの「蒼い丘」監督・撮影

作品
- 「処暑に満つ」2017年[3]（短編）脚本・監督
- 「いつか真夜中のてっぺん」2018年（Webドラマ）[4]脚本・監督

WEBCM
- パーソナルエージェント株式会社[5]
- 株式会社アポローン

## 受賞歴
- 2017年
  - 坂本龍一国際短編コンペティションオーディエンス賞「処暑に満つ」[6]